# Großgrimma
Großgrimma is een plaats en voormalige gemeente in de Duitse deelstaat Saksen-Anhalt, en maakt deel uit van de Landkreis Burgenlandkreis.

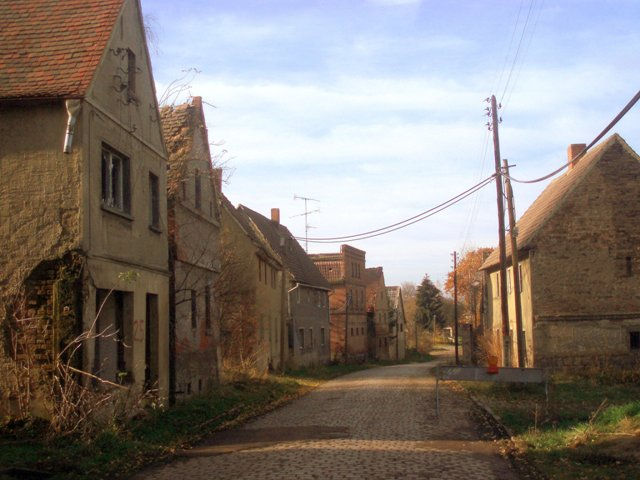
Dorpstraat

Großgrimma telt 867 inwoners